# (2709) Sagan
Pour les articles homonymes, voir Sagan.
(2709) Sagan est un petit astéroïde de la ceinture d'astéroïdes, découvert pour de bon (il avait été aperçu et perdu au moins cinq fois auparavant) par Edward L. G. Bowell en 1982. Il a été nommé en l'honneur de l'astronome Carl Sagan.
Sagan est un astéroïde de type S, c'est-à-dire de couleur brillante et de composition métallique.